# Tan (État)
1046 av. J.-C. – 684 av. J.-C.
Entités précédentes :
- Dynastie Zhou

Entités suivantes :
- État de Qi

Tan (chinois: 譚; pinyin: Tán; Wade–Giles: Tan) (1046-684 av. J.-C.) était un ancien État situé dans l'actuelle province du Shandong, en Chine. C'est le premier état signalé comme « éteint » au cours de la période du printemps et de l'automne.

## Fondation
En 1046 av. J.-C., Zhou, le dernier roi de la dynastie Shang, fut vaincu à la bataille de Muye par le roi Wu, fondateur de la dynastie Zhou. À la suite de cette victoire, il fonda un certain nombre de petits États vassaux subordonnés dirigés par ses frères et généraux. L'un d'eux était l'État de Tan, situé juste à l'est de l'actuelle Jinan, la capitale de l'actuelle province du Shandong. Les souverains de Tan, réputés être les descendants de Yu le Grand (l'ancien roi légendaire et fondateur de la dynastie Xia ), reçurent le nouveau titre héréditaire de zijue ( tzu-chueh – 子爵) ou vicomte.

## Disparition
En février de l'an 684 av. J.-C., lorsque les dirigeants des États voisins allèrent féliciter le duc Huan de Qi, dirigeant de l'état voisin de Qi, pour avoir vaincu les états de Lu et de Song, Xian Li, souverain de Tan refusa d'y aller.
Plus tard, en octobre de la même année, le duc de Qi a utilisé ce manque de courtoisie comme excuse pour attaquer Xian Li et ses trois frères. Après dix jours, son siège fut couronné de succès et Xian Li s'enfuit avec 200 membres de sa cour vers l'État de Ju, où son fils, Qi Yi (祁義), était le souverain. Qi Yi fut le premier à changer le nom de son clan en Tan en souvenir de leur état vaincu,.
Aujourd'hui, Tancheng prétend être l'ancienne capitale de cet État de Tan. Cependant, il a également été avancé qu'il s'agissait en fait de la capitale d'un État de Tan établi sous la dynastie Tang.  D'autres soutiennent que l'ancienne capitale est l'actuel sous-district de Mingshui de la ville de Zhangqiu dans la province du Shandong.